# Peer Maas
Peer Maas (10 januari 1951, Wouw) is een voormalig Nederlands wielrenner die actief was tussen 1969 en 1981.

## Sportieve carrière
In 1973 nam hij deel aan de Ronde van Midden-Zeeland eendaagse wedstrijd en in 1974 aan de DDR-Rundfahrt. In 1975, 1976 en 1979 nam hij deel aan de Olympia's Tour. In 1975 nam hij deel aan de Omloop Het Volk (Amateurs) en Omloop Het Nieuwsblad Beloften (respectievelijk Espoirs en U23s) en in 1981 in de Ronde van Noord-Holland (Ronde van Noord-Holland).

## Resultaten
- 1973 - 1e in Ronde van Midden-Zeeland
- 1974 - 4e van de 2e en 3e van de 3e etappe van de Ronde van de DDR
- 1975    1e Ronde van Zuid-Holland
- 1975 - 1e van de 2e en 8e etappe van de Olympia's Tour
- 1975 - 2e in de Omloop Het Volk (Amateurs) en Omloop Het Nieuwsblad Beloften (respectievelijk Espoirs en U23).
- 1975   3e in Gent-Wevelgem(amateurs)
- 1977    Brabants Kampioen
- 1977    1e Dorpenomloop Drenthe
- 1977     1e Ster van Bladel
- 1976 - 3de van de 8ste etappe deel b van de Olympia's Tour
- 1978     1e KO-Race Groningen
- 1978      1e Omloop van de Glazen Stad
- 1979      1e Omloop van de Braakman
- 1979 - 2e van de 2e etappe deel b van de Olympia's Tour
- 1980    1e Omloop van de Baronie
- 1981     1e Ronde van Zuid-Holland
- 1981     1e KO Race Groningen
- 1981     1e Omloop van de Braakman
- 1981      1e Ster van Bladel
- 1981 - 1e van de Ronde van Noord-Holland

## Team/Club
- 1976 - Soka Snack's
- 1977 t/m 1981 - Gazelle - Campagnolo

## Trivia
- Maas was buurman van Gerrie Knetemann in de periode (1975-1992) dat De Kneet in Huijbergen woonde.[1]